# 网络天书
网络天书，是基于Wiki技术的网站，2003年8月1日由叶群峰以“百科全书”为名称建立，2004年8月改版为“网络天书”，是中国大陆最早的Wiki站点。2005年推出中文维基链和子站“天书通讯”。该网站不是严格意义上的开放式网络百科，它关心维客文化，内容创作自由、广泛，包含百科、方言、网络经典、新闻等内容，但没有明确的定位和目标。

## 概要
宗旨是：建立一个完整、准确，内容开放和立场中立的网络天书（不仅仅是百科全书），形成一个尽可能涵盖各个领域各方面知识，凝聚实践经验与智慧的在线天书。
网络天书的最初内容完全来自中文维基百科2004年8月的数据库，但是有人批评他并没有完全遵守维基百科的GFDL，而这也是中国许多wiki网站存在的一个问题。目前该站已在页面最下方注明“本站所有内容在GNU FDL 1.2下发布。”。
此wiki目前拥有21,282个条目。
2013年9月，网络天书已经无法正常访问，只剩下一个LOGO和EMAIL地址。

## 外部連結
- 网络天书